# Dar Abad
Dar Abad (en persan : دارآباد, Darābād) est un quartier du nord de Téhéran, Iran.
Dar Abad était auparavant un village des pentes de l'Alborz qui a été incorporé à l'agglomération de Téhéran au cours de l'expansion de la ville.
Le Musée de la nature et de la vie sauvage d'Iran est situé dans ce quartier, qui sert également de point de départ à des chemins de randonnée parcourant les pentes sud de la chaîne de l'Alborz, principalement empruntée par les Téhéranais en été.